# Masters del Canadà
El Masters del Canadà, conegut oficialment com a Canadian Open o Rogers Cup, és un torneig de tennis professional que es disputa anualment sobre pista dura entre el Stade IGA de Mont-real i l'Aviva Centre de Toronto, Canadà. Es disputa alternativament entre les dues ciutats i també entre les categories masculina i femenina. En els anys parells, el masculí se celebra a Toronto i el femení a Mont-real. Pertany a les sèries Masters 1000 del circuit ATP masculí i als Premier Tournaments (Premier 5) del circuit WTA femení. Actualment s'anomena Rogers Cup pel seu patrocinador.
El seu origen es remunta fins al 1881 en categoria masculina i es va celebrar al Toronto Lawn Tennis Club de Toronto, mentre que la competició femenina es va iniciar l'any 1892. Inicialment era un dels torneigs més prestigiosos del món però amb la instauració de l'era open es va situar en la categoria just inferior al Grand Slam. En moltes edicions de la seva història va tenir una empresa tabaquera com a patrocinador, però des de la prohibició de la publicitat relacionada amb el tabac, Rogers Communications va esdevenir el principal espònsor.
El tennista Ivan Lendl ha disputat nou finals amb un total sis títols guanyats.

## Palmarès

### Era Open

#### Individual masculí

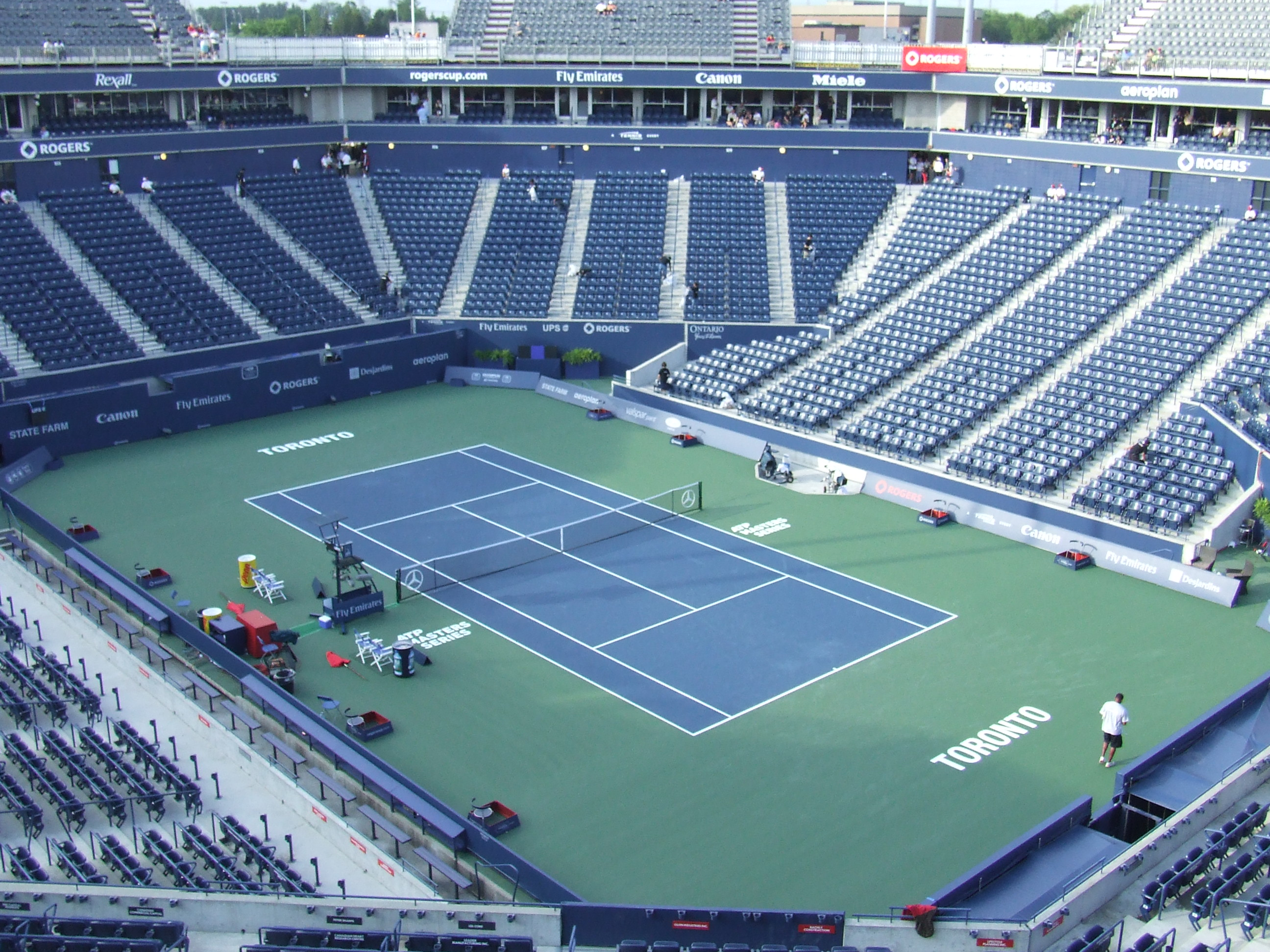
Rexall Centre, la seu actual del torneig quan es disputa a Toronto.

| Any  | Campió                                            | Finalista                                         | Resultat                                          |
| ---- | ------------------------------------------------- | ------------------------------------------------- | ------------------------------------------------- |
| 2024 | Alexei Popyrin                                    | Andrei Rubliov                                    | 6−2, 6−4                                          |
| 2023 | Jannik Sinner                                     | Alex de Minaur                                    | 6−4, 6−1                                          |
| 2022 | Pablo Carreño Busta                               | Hubert Hurkacz                                    | 3−6, 6−3, 6−3                                     |
| 2021 | Daniïl Medvédev                                   | Reilly Opelka                                     | 6−4, 6−3                                          |
| 2020 | Torneig suspès a causa de la pandèmia de COVID-19 | Torneig suspès a causa de la pandèmia de COVID-19 | Torneig suspès a causa de la pandèmia de COVID-19 |
| 2019 | Rafael Nadal (5)                                  | Daniïl Medvédev                                   | 6−3, 6−0                                          |
| 2018 | Rafael Nadal                                      | Stéfanos Tsitsipàs                                | 6−2, 7−6(4)                                       |
| 2017 | Alexander Zverev                                  | Roger Federer                                     | 6−3, 6−4                                          |
| 2016 | Novak Đoković (4)                                 | Kei Nishikori                                     | 6−3, 7−5                                          |
| 2015 | Andy Murray (3)                                   | Novak Đoković                                     | 6−4, 4−6, 6−3                                     |
| 2014 | Jo-Wilfried Tsonga                                | Roger Federer                                     | 7−5, 7−6(3)                                       |
| 2013 | Rafael Nadal                                      | Milos Raonic                                      | 6−2, 6−2                                          |
| 2012 | Novak Đoković                                     | Richard Gasquet                                   | 6−3, 6−2                                          |
| 2011 | Novak Đoković                                     | Mardy Fish                                        | 6−2, 3−6, 6−4                                     |
| 2010 | Andy Murray                                       | Roger Federer                                     | 7−5, 7−5                                          |
| 2009 | Andy Murray                                       | Juan Martín del Potro                             | 6−7(4), 7−6(3), 6−1                               |
| 2008 | Rafael Nadal                                      | Nicolas Kiefer                                    | 6−3, 6−2                                          |
| 2007 | Novak Đoković                                     | Roger Federer                                     | 7−6(2), 2−6, 7−6(2)                               |
| 2006 | Roger Federer (2)                                 | Richard Gasquet                                   | 2−6, 6−3, 6−2                                     |
| 2005 | Rafael Nadal                                      | Andre Agassi                                      | 6−3, 4−6, 6−2                                     |
| 2004 | Roger Federer                                     | Andy Roddick                                      | 7−5, 6−3                                          |
| 2003 | Andy Roddick                                      | David Nalbandian                                  | 6−1, 6−3                                          |
| 2002 | Guillermo Cañas                                   | Andy Roddick                                      | 6−4, 7−5                                          |
| 2001 | Andrei Pavel                                      | Patrick Rafter                                    | 7−6(3), 2−6, 6−3                                  |
| 2000 | Marat Safin                                       | Harel Levy                                        | 6−2, 6−3                                          |
| 1999 | Thomas Johansson                                  | Ievgueni Kàfelnikov                               | 1−6, 6−3, 6−3                                     |
| 1998 | Patrick Rafter                                    | Richard Krajicek                                  | 7−6, 6−4                                          |
| 1997 | Chris Woodruff                                    | Gustavo Kuerten                                   | 7−5, 4−6, 6−3                                     |
| 1996 | Wayne Ferreira                                    | Todd Woodbridge                                   | 6−2, 6−4                                          |
| 1995 | Andre Agassi (3)                                  | Pete Sampras                                      | 3−6, 6−2, 6−3                                     |
| 1994 | Andre Agassi                                      | Jason Stoltenberg                                 | 6−4, 6−4                                          |
| 1993 | Mikael Pernfors                                   | Todd Martin                                       | 2−6, 6−2, 7−5                                     |
| 1992 | Andre Agassi                                      | Ivan Lendl                                        | 3−6, 6−2, 6−0                                     |
| 1991 | Andrei Chesnokov                                  | Petr Korda                                        | 3−6, 6−4, 6−3                                     |
| 1990 | Michael Chang                                     | Jay Berger                                        | 4−6, 6−3, 7−6                                     |
| 1989 | Ivan Lendl (6)                                    | John McEnroe                                      | 6−1, 6−3                                          |
| 1988 | Ivan Lendl                                        | Kevin Curren                                      | 7−6, 6−2                                          |
| 1987 | Ivan Lendl                                        | Stefan Edberg                                     | 6−4, 7−6                                          |
| 1986 | Boris Becker                                      | Stefan Edberg                                     | 6−4, 3−6, 6−3                                     |
| 1985 | John McEnroe (2)                                  | Ivan Lendl                                        | 7−5, 6−3                                          |
| 1984 | John McEnroe                                      | Vitas Gerulaitis                                  | 6−0, 6−3                                          |
| 1983 | Ivan Lendl                                        | Anders Järryd                                     | 6−2, 6−2                                          |
| 1982 | Vitas Gerulaitis                                  | Ivan Lendl                                        | 4−6, 6−1, 6−3                                     |
| 1981 | Ivan Lendl                                        | Eliot Teltscher                                   | 6−3, 6−2                                          |
| 1980 | Ivan Lendl                                        | Björn Borg                                        | 4−6, 5−4, retirada                                |
| 1979 | Björn Borg                                        | John McEnroe                                      | 6−3, 6−3                                          |
| 1978 | Eddie Dibbs                                       | José-Luis Clerc                                   | 5−7, 6−4, 6−1                                     |
| 1977 | Jeff Borowiak                                     | Jaime Fillol Sr.                                  | 6−0, 6−1                                          |
| 1976 | Guillermo Vilas (2)                               | Wojtek Fibak                                      | 6−4, 7−6, 6−2                                     |
| 1975 | Manuel Orantes                                    | Ilie Năstase                                      | 7−6, 6−0, 6−1                                     |
| 1974 | Guillermo Vilas                                   | Manuel Orantes                                    | 6−4, 6−2, 6−3                                     |
| 1973 | Tom Okker                                         | Manuel Orantes                                    | 6−3, 6−2, 6−1                                     |
| 1972 | Ilie Năstase                                      | Andrew Pattison                                   | 6−4, 6−3                                          |
| 1971 | John Newcombe                                     | Tom Okker                                         | 7−6, 3−6, 6−2, 7−6                                |
| 1970 | Rod Laver                                         | Roger Taylor                                      | 6−0, 4−6, 6−3                                     |
| 1969 | Cliff Richey                                      | Earl Butch Buchholz                               | 6−4, 5−7, 6−4, 6−0                                |
| 1968 | Ramanathan Krishnan                               | Torben Ulrich                                     | 6−3, 6−0, 7−5                                     |

#### Individual femení
| Any           | Campiona                                          | Finalista                                         | Resultat                                          |
| ------------- | ------------------------------------------------- | ------------------------------------------------- | ------------------------------------------------- |
| WTA 1000      |                                                   |                                                   |                                                   |
| 2024          | Jessica Pegula (2)                                | Amanda Anisimova                                  | 6−3, 2−6, 6−1                                     |
| 2023          | Jessica Pegula                                    | Liudmila Samsonova                                | 6−1, 6−0                                          |
| 2022          | Simona Halep (3)                                  | Beatriz Haddad Maia                               | 6−3, 2−6, 6−3                                     |
| 2021          | Camila Giorgi                                     | Karolína Plísková                                 | 6−3, 7−5                                          |
| WTA Premier 5 |                                                   |                                                   |                                                   |
| 2020          | Torneig suspès a causa de la pandèmia de COVID-19 | Torneig suspès a causa de la pandèmia de COVID-19 | Torneig suspès a causa de la pandèmia de COVID-19 |
| 2019          | Bianca Andreescu                                  | Serena Williams                                   | 3−1, retirada                                     |
| 2018          | Simona Halep                                      | Sloane Stephens                                   | 7−6(6), 3−6, 6−4                                  |
| 2017          | Elina Svitòlina                                   | Caroline Wozniacki                                | 6−4, 6−0                                          |
| 2016          | Simona Halep                                      | Madison Keys                                      | 7−6(2), 6−3                                       |
| 2015          | Belinda Bencic                                    | Simona Halep                                      | 7−6(5), 6−7(4), 3−0, ret.                         |
| 2014          | Agnieszka Radwańska                               | Venus Williams                                    | 6−4, 6−2                                          |
| 2013          | Serena Williams (3)                               | Sorana Cîrstea                                    | 6−2, 6−0                                          |
| 2012          | Petra Kvitová                                     | Li Na                                             | 7−5, 2−6, 6−3                                     |
| 2011          | Serena Williams                                   | Samantha Stosur                                   | 6−4, 6−2                                          |
| 2010          | Caroline Wozniacki                                | Vera Zvonariova                                   | 6−3, 6−2                                          |
| 2009          | Ielena Deméntieva                                 | Maria Xaràpova                                    | 6−4, 6−3                                          |
| WTA Tier I    |                                                   |                                                   |                                                   |
| 2008          | Dinara Safina                                     | Dominika Cibulková                                | 6−2, 6−1                                          |
| 2007          | Justine Henin (2)                                 | Jelena Janković                                   | 7−6(3), 7−5                                       |
| 2006          | Ana Ivanović                                      | Martina Hingis                                    | 6−2, 6−3                                          |
| 2005          | Kim Clijsters                                     | Justine Henin                                     | 7−5, 6−1                                          |
| 2004          | Amélie Mauresmo (2)                               | Ielena Likhovtseva                                | 6−1, 6−0                                          |
| 2003          | Justine Henin                                     | Lina Krasnoroutskaya                              | 6−1, 6−0                                          |
| 2002          | Amélie Mauresmo                                   | Jennifer Capriati                                 | 6−4, 6−1                                          |
| 2001          | Serena Williams                                   | Jennifer Capriati                                 | 6−1, 6−7, 6−3                                     |
| 2000          | Martina Hingis (2)                                | Serena Williams                                   | 0−6, 6−3, 3−0, retirada                           |
| 1999          | Martina Hingis                                    | Monica Seles                                      | 6−4, 6−4                                          |
| 1998          | Monica Seles (4)                                  | Arantxa Sánchez Vicario                           | 6−3, 6−2                                          |
| 1997          | Monica Seles                                      | Anke Huber                                        | 6−2, 6−4                                          |
| 1996          | Monica Seles                                      | Arantxa Sánchez Vicario                           | 6−1, 7−6                                          |
| 1995          | Monica Seles                                      | Amanda Coetzer                                    | 6−0, 6−1                                          |
| 1994          | Arantxa Sánchez Vicario (2)                       | Steffi Graf                                       | 7−5, 1−6, 7−6                                     |
| 1993          | Steffi Graf (2)                                   | Jennifer Capriati                                 | 6−1, 0−6, 6−3                                     |
| 1992          | Arantxa Sánchez Vicario                           | Monica Seles                                      | 6−3, 4−6, 6−4                                     |
| 1991          | Jennifer Capriati                                 | Katerina Maleeva                                  | 6−2, 6−3                                          |
| 1990          | Steffi Graf                                       | Katerina Maleeva                                  | 6−1, 6−7, 6−3                                     |
| 1989          | Martina Navrátilová (3)                           | Arantxa Sánchez Vicario                           | 6−2, 6−2                                          |
| 1988          | Gabriela Sabatini                                 | Natasha Zvereva                                   | 6−1, 6−2                                          |
| 1987          | Pam Shriver                                       | Zina Garrison                                     | 6−4, 6−1                                          |
| 1986          | Helena Suková                                     | Pam Shriver                                       | 6−2, 7−5                                          |
| 1985          | Chris Evert (4)                                   | Claudia Kohde-Kilsch                              | 6−2, 6−4                                          |
| 1984          | Chris Evert                                       | Alycia Moulton                                    | 6−2, 7−6                                          |
| 1983          | Martina Navrátilová                               | Chris Evert                                       | 6−4, 4−6, 6−1                                     |
| 1982          | Martina Navrátilová                               | Andrea Jaeger                                     | 6−3, 7−5                                          |
| 1981          | Tracy Austin                                      | Chris Evert                                       | 6−1, 6−4                                          |
| 1980          | Chris Evert                                       | Virginia Ruzici                                   | 6−3, 6−1                                          |
| 1979          | Laura DuPont                                      | Brigette Cuypers                                  | 6−4, 6−7, 6−1                                     |
| 1978          | Regina Maršíková (2)                              | Virginia Ruzici                                   | 7−5, 6−7, 6−2                                     |
| 1977          | Regina Maršíková                                  | Marise Kruger                                     | 6−4, 4−6, 6−2                                     |
| 1976          | Mima Jaušovec                                     | Lesley Hunt                                       | 6−2, 6−0                                          |
| 1975          | Marcie Louie                                      | Laura DuPont                                      | 6−1, 4−6, 6−4                                     |
| 1974          | Chris Evert                                       | Julie Heldman                                     | 6−0, 6−3                                          |
| 1973          | Evonne Goolagong Cawley (2)                       | Helga Niessen Masthoff                            | 7−6, 6−4                                          |
| 1972          | Evonne Goolagong Cawley                           | Virginia Wade                                     | 6−3, 6−1                                          |
| 1971          | Françoise Durr                                    | Evonne Goolagong Cawley                           | 6−4, 6−2                                          |
| 1970          | Margaret Court                                    | Rosemary Casals                                   | 6−8, 6−4 6−4                                      |
| 1969          | Faye Urban                                        | Vicki Berner                                      | 6−2, 6−0                                          |
| 1968          | Jane Bartkowicz                                   | Faye Urban                                        | 6−3, 6−3                                          |

#### Dobles masculins
| Any  | Campions                                          | Finalistes                                        | Resultat                                          |
| ---- | ------------------------------------------------- | ------------------------------------------------- | ------------------------------------------------- |
| 2024 | Marcel Granollers Horacio Zeballos (2)            | Rajeev Ram Joe Salisbury                          | 6−2, 7−6(4)                                       |
| 2023 | Marcelo Arévalo Jean-Julien Rojer                 | Rajeev Ram Joe Salisbury                          | 6−3, 6−1                                          |
| 2022 | Wesley Koolhof Neal Skupski                       | Dan Evans John Peers                              | 6−2, 4−6, [10−6]                                  |
| 2021 | Rajeev Ram Joe Salisbury                          | Nikola Mektić Mate Pavić                          | 6−3, 4−6, [10−3]                                  |
| 2020 | Torneig suspès a causa de la pandèmia de COVID-19 | Torneig suspès a causa de la pandèmia de COVID-19 | Torneig suspès a causa de la pandèmia de COVID-19 |
| 2019 | Marcel Granollers Horacio Zeballos                | Wesley Koolhof Robin Haase                        | 7−5, 7−5                                          |
| 2018 | Henri Kontinen John Peers                         | Raven Klaasen Michael Venus                       | 6−2, 6−7(7), [10−6]                               |
| 2017 | Pierre Hugues Herbert Nicolas Mahut               | Rohan Bopanna Ivan Dodig                          | 6−4, 3−6, [10−6]                                  |
| 2016 | Ivan Dodig Marcelo Melo                           | Jamie Murray Bruno Soares                         | 6−4, 6−4                                          |
| 2015 | Bob Bryan Mike Bryan (5)                          | Daniel Nestor Édouard Roger-Vasselin              | 7−6(5), 3−6, [10−6]                               |
| 2014 | Alexander Peya Bruno Soares (2)                   | Ivan Dodig Marcelo Melo                           | 6−4, 6−3                                          |
| 2013 | Alexander Peya Bruno Soares                       | Colin Fleming Andy Murray                         | 6−4, 7−6(4)                                       |
| 2012 | Bob Bryan Mike Bryan                              | Marcel Granollers Marc López                      | 6−1, 4−6, [12−10]                                 |
| 2011 | Michaël Llodra Nenad Zimonjić                     | Bob Bryan Mike Bryan                              | 6−4, 7−6(5), [10−5]                               |
| 2010 | Bob Bryan Mike Bryan                              | Julien Benneteau Michaël Llodra                   | 7−5, 6−3                                          |
| 2009 | Mahesh Bhupathi Mark Knowles                      | Maks Mirni Andy Ram                               | 6−4, 6−3                                          |
| 2008 | Daniel Nestor Nenad Zimonjić                      | Bob Bryan Mike Bryan                              | 6−2, 4−6, 10−6                                    |
| 2007 | Mahesh Bhupathi Pavel Vízner                      | Paul Hanley Kevin Ullyett                         | 6−4, 6−4                                          |
| 2006 | Bob Bryan Mike Bryan                              | Paul Hanley Kevin Ullyett                         | 6−3, 7−5                                          |
| 2005 | Wayne Black Kevin Ullyett                         | Jonathan Erlich Andy Ram                          | 6−7(5), 6−3, 6−0                                  |
| 2004 | Mahesh Bhupathi Leander Paes                      | Jonas Björkman Maks Mirni                         | 6−4, 6−2                                          |
| 2003 | Mahesh Bhupathi Maks Mirni                        | Jonas Björkman Todd Woodbridge                    | 6−3, 7−6(4)                                       |
| 2002 | Bob Bryan Mike Bryan                              | Mark Knowles Daniel Nestor                        | 4−6, 7−6(1), 6−3                                  |
| 2001 | Jiří Novák David Rikl                             | Donald Johnson Jared Palmer                       | 6−4, 3−6, 6−3                                     |
| 2000 | Sébastien Lareau Daniel Nestor                    | Joshua Eagle Andrew Florent                       | 6−3, 7−6(3)                                       |
| 1999 | Jonas Björkman Patrick Rafter                     | Byron Black Wayne Ferreira                        | 7−6(5), 6−4                                       |
| 1998 | Martin Damm Jim Grabb                             | Ellis Ferreira Rick Leach                         | 6−7, 6−2, 7−6                                     |
| 1997 | Mahesh Bhupathi Leander Paes                      | Sébastien Lareau Alex O'Brien                     | 7−6, 6−3                                          |
| 1996 | Patrick Galbraith Paul Haarhuis                   | Mark Knowles Daniel Nestor                        | 7−6, 6−3                                          |
| 1995 | Ievgueni Kàfelnikov Andrei Olkhovski              | Brian MacPhie Sandon Stolle                       | 6−2, 6−2                                          |
| 1994 | Byron Black Jonathan Stark                        | Patrick McEnroe Jared Palmer                      | 6−4, 6−4                                          |
| 1993 | Jim Courier Mark Knowles                          | Glenn Michibata David Pate                        | 6−4, 7−6                                          |
| 1992 | Patrick Galbraith Danie Visser                    | Andre Agassi John McEnroe                         | 6−4, 6−4                                          |
| 1991 | Patrick Galbraith Todd Witsken                    | Grant Connell Glenn Michibata                     | 6−4, 3−6, 6−1                                     |
| 1990 | Paul Annacone David Wheaton                       | Broderick Dyke Peter Lundgren                     | 6−1, 7−6                                          |
| 1989 | Kelly Evernden Todd Witsken                       | Charles Beckman Shelby Cannon                     | 6−3, 6−3                                          |
| 1988 | Ken Flach Robert Seguso (2)                       | Andrew Castle Tim Gullikson                       | 7−6(3), 6−3                                       |
| 1987 | Pat Cash Stefan Edberg                            | Peter Doohan Laurie Warder                        | 6−7, 6−3, 6−4                                     |
| 1986 | Chip Hooper Mike Leach                            | Boris Becker Slobodan Živojinović                 | 6−7, 6−3, 6−3                                     |
| 1985 | Ken Flach Robert Seguso                           | Stefan Edberg Anders Järryd                       | 5−7, 7−6, 6−3                                     |
| 1984 | Peter Fleming John McEnroe                        | John Fitzgerald Kim Warwick                       | 6−4, 6−2                                          |
| 1983 | Sandy Mayer Ferdi Taygan                          | Tim Gullikson Tom Gullikson                       | 6−3, 6−4                                          |
| 1982 | Steve Denton Mark Edmondson                       | Peter Fleming John McEnroe                        | 6−7, 7−5, 6−2                                     |
| 1981 | Raúl Ramírez Ferdi Taygan                         | Peter Fleming John McEnroe                        | 2−6, 7−6, 6−4                                     |
| 1980 | Bruce Manson Brian Teacher                        | Heinz Gunthardt Sandy Mayer                       | 6−3, 3−6, 6−4                                     |
| 1979 | Peter Fleming John McEnroe                        | Heinz Gunthardt Bob Hewitt                        | 6−7, 7−6, 6−1                                     |
| 1978 | Wojtek Fibak Marty Riessen                        | Colin Dowdeswell Heinz Gunthardt                  | 6−3, 7−6                                          |
| 1977 | Bob Hewitt Raúl Ramírez (2)                       | Fred McNair Sherwood Stewart                      | 6−4, 3−6, 6−2                                     |
| 1976 | Bob Hewitt Raúl Ramírez                           | Juan Gisbert, Sr. Manuel Orantes                  | 6−2, 6−1                                          |
| 1975 | Cliff Drysdale Raymond Moore                      | Jan Kodeš Ilie Năstase                            | 6−3, 6−2                                          |
| 1974 | Manuel Orantes Guillermo Vilas                    | Jürgen Fassbender Hans-Jürgen Pohmann             | 6−4, 5−7, 7−6                                     |
| 1973 | Rod Laver Ken Rosewall                            | Owen Davidson John Newcombe                       | 7−5, 7−6                                          |
| 1972 | Ilie Năstase Ion Ţiriac                           | Jan Kodeš Jan Kukal                               | 7−6, 6−3                                          |
| 1971 | Tom Okker Marty Riessen                           | Arthur Ashe Dennis Ralston                        | 6−3, 3−6, 6−1                                     |
| 1970 | Bill Bowrey Marty Riessen                         | Cliff Drysdale Fred Stolle                        | 6−3, 6−2                                          |
| 1969 | Ron Holmberg John Newcombe                        | Earl Butch Buchholz Raymond Moore                 | 6−3, 6−4                                          |

#### Dobles femenins
| Any           | Campiones                                         | Finalistes                                        | Resultat                                          |
| ------------- | ------------------------------------------------- | ------------------------------------------------- | ------------------------------------------------- |
| WTA 1000      |                                                   |                                                   |                                                   |
| 2024          | Caroline Dolehide Desirae Krawczyk                | Gabriela Dabrowski Erin Routliffe                 | 7−6(2), 3−6, [10−7]                               |
| 2023          | Shuko Aoyama Ena Shibahara                        | Desirae Krawczyk Demi Schuurs                     | 6−4, 4−6, [13−11]                                 |
| 2022          | Coco Gauff Jessica Pegula (3)                     | Nicole Melichar-Martinez Ellen Perez              | 6−4, 6−7(5), [10−5]                               |
| 2021          | Gabriela Dabrowski Luisa Stefani                  | Darija Jurak Andreja Klepač                       | 6−3, 6−4                                          |
| WTA Premier 5 |                                                   |                                                   |                                                   |
| 2020          | Torneig suspès a causa de la pandèmia de COVID-19 | Torneig suspès a causa de la pandèmia de COVID-19 | Torneig suspès a causa de la pandèmia de COVID-19 |
| 2019          | Barbora Krejčíková Kateřina Siniaková             | Anna-Lena Grönefeld Demi Schuurs                  | 7−5, 6−0                                          |
| 2018          | Ashleigh Barty Demi Schuurs                       | Latisha Chan Iekaterina Makàrova                  | 4−6, 6−3, [10−8]                                  |
| 2017          | Iekaterina Makàrova Ielena Vesninà (2)            | Anna-Lena Grönefeld Květa Peschke                 | 6−0, 6−4                                          |
| 2016          | Iekaterina Makàrova Ielena Vesninà                | Simona Halep Monica Niculescu                     | 6−3, 7−6(5)                                       |
| 2015          | Bethanie Mattek-Sands Lucie Šafářová              | Caroline Garcia Katarina Srebotnik                | 6−1, 6−2                                          |
| 2014          | Sara Errani Roberta Vinci                         | Cara Black Sania Mirza                            | 7−6(4), 6−3                                       |
| 2013          | Jelena Janković Katarina Srebotnik                | Anna-Lena Grönefeld Květa Peschke                 | 5−7, 6−2, [10−6]                                  |
| 2012          | Klaudia Jans-Ignacik Kristina Mladenovic          | Nàdia Petrova Katarina Srebotnik                  | 7−5, 2−6, [10−7]                                  |
| 2011          | Liezel Huber Lisa Raymond                         | Viktória Azàrenka Maria Kirilenko                 | Renúncia                                          |
| 2010          | Gisela Dulko Flavia Pennetta                      | Květa Peschke Katarina Srebotnik                  | 7−5, 3−6, [12−10]                                 |
| 2009          | Núria Llagostera Vives M.J. Martínez Sánchez      | Samantha Stosur Rennae Stubbs                     | 2−6, 7−5, [11−9]                                  |
| WTA Tier I    |                                                   |                                                   |                                                   |
| 2008          | Cara Black Liezel Huber                           | Maria Kirilenko Flavia Pennetta                   | 6−1, 6−1                                          |
| 2007          | Katarina Srebotnik Ai Sugiyama                    | Cara Black Liezel Huber                           | 6−4, 2−6, [10−5]                                  |
| 2006          | Martina Navrátilová Nàdia Petrova                 | Cara Black Anna-Lena Grönefeld                    | 6−1, 6−2                                          |
| 2005          | Anna-Lena Grönefeld Martina Navrátilová           | Conchita Martínez Virginia Ruano Pascual          | 5−7, 6−3, 6−4                                     |
| 2004          | Shinobu Asagoe Ai Sugiyama                        | Liezel Huber Tamarine Tanasugarn                  | 6−0, 6−3                                          |
| 2003          | Svetlana Kuznetsova Martina Navrátilová           | María Vento-Kabchi Angelique Widjaja              | 3−6, 6−1, 6−1                                     |
| 2002          | Virginia Ruano Pascual Paola Suárez               | Rika Fujiwara Ai Sugiyama                         | 6−4, 7−6(4)                                       |
| 2001          | Kimberly Po-Messerli Nicole Pratt                 | Tina Križan Katarina Srebotnik                    | 6−3, 6−1                                          |
| 2000          | Martina Hingis Nathalie Tauziat                   | Julie Halard-Decugis Ai Sugiyama                  | 6−3, 3−6, 6−4                                     |
| 1999          | Jana Novotná Mary Pierce                          | Larisa Savchenko Neiland Arantxa Sánchez Vicario  | 6−3, 2−6, 6−3                                     |
| 1998          | Martina Hingis Jana Novotná                       | Yayuk Basuki Caroline Vis                         | 6−3, 6−4                                          |
| 1997          | Yayuk Basuki Caroline Vis                         | Nicole Arendt Manon Bollegraf                     | 3−6, 7−5, 6−4                                     |
| 1996          | Arantxa Sánchez Vicario Larisa Savchenko Neiland  | Mary Joe Fernández Helena Suková                  | 7−6, 6−1                                          |
| 1995          | Gabriela Sabatini Brenda Schultz-McCarthy         | Martina Hingis Iva Majoli                         | 4−6, 6−0, 6−3                                     |
| 1994          | Meredith McGrath Arantxa Sánchez Vicario          | Pam Shriver Elizabeth Sayers Smylie               | 2−6, 6−2, 6−4                                     |
| 1993          | Larisa Savchenko Neiland Jana Novotná             | Arantxa Sánchez Vicario Helena Suková             | 6−1, 6−2                                          |
| 1992          | Lori McNeil Rennae Stubbs                         | Gigi Fernández · Natalia Zvereva                  | 3−6, 7−5, 7−5                                     |
| 1991          | Larisa Savchenko Natalia Zvereva                  | Claudia Kohde-Kilsch Helena Suková                | 1−6, 7−5, 6−2                                     |
| 1990          | Betsy Nagelsen Gabriela Sabatini                  | Helen Kelesi Raffaella Reggi                      | 3−6, 6−2, 6−2                                     |
| 1989          | Gigi Fernández Robin White                        | Martina Navrátilová Larisa Savchenko              | 6−1, 7−5                                          |
| 1988          | Jana Novotná Helena Suková                        | Zina Garrison Pam Shriver                         | 7−6, 7−6                                          |
| 1987          | Zina Garrison Lori McNeil                         | Claudia Kohde-Kilsch Helena Suková                | 6−1, 6−2                                          |
| 1986          | Zina Garrison Gabriela Sabatini                   | Pam Shriver Helena Suková                         | 7−6, 5−7, 6−4                                     |
| 1985          | Gigi Fernández Martina Navrátilová                | Marcella Mesker Pascale Paradis                   | 6−4, 6−0                                          |
| 1984          | Kathy Jordan Elizabeth Sayers                     | Claudia Kohde-Kilsch Hana Mandlíková              | 6−1, 6−2                                          |
| 1983          | Anne Hobbs Andrea Jaeger                          | Rosalyn Fairbank Candy Reynolds                   | 6−4, 5−7, 7−5                                     |
| 1982          | Martina Navrátilová Candy Reynolds                | Barbara Potter Sharon Walsh                       | 6−4, 6−4                                          |
| 1981          | Martina Navrátilová Pam Shriver                   | Candy Reynolds Anne Smith                         | 7−6, 7−6                                          |
| 1980          | Andrea Jaeger Regina Maršíková                    | Ann Kiyomura Betsy Nagelsen                       | 6−1, 6−3                                          |
| 1979          | Lea Antonoplis Diane Evers                        | Chris O'Neil Mimi Wikstedt                        | 2−6, 6−1, 6−3                                     |
| 1978          | Regina Maršíková Pam Teeguarden                   | Chris O'Neil Paula Smith                          | 5−7, 6−4, 6−2                                     |
| 1977          | Delina Boshoff Ilana Kloss                        | Rosemary Casals Evonne Goolagong Cawley           | 6−2, 6−3                                          |
| 1976          | Janet Newberry Cynthia Seiler Doerner             | Sue Barker Pam Teeguarden                         | 6−7, 6−3, 6−1                                     |
| 1975          | Julie Anthony Margaret Court                      | JoAnne Russell Jane Stratton                      | 6−2, 6−4                                          |
| 1974          | Julie Heldman Gail Sherriff Chanfreau             | Chris Evert Jeanne Evert                          | 6−3, 6−3                                          |
| 1973          | Evonne Goolagong Peggy Michel                     | Helga Niessen Masthoff Martina Navrátilová        | 6−3, 6−2                                          |
| 1972          | Margaret Court Evonne Goolagong                   | Brenda Kirk Patricia Walkden                      | 3−6, 6−3, 7−5                                     |
| 1971          | Rosemary Casals Françoise Durr                    | Evonne Goolagong Lesley Turner Bowrey             | 6−3, 6−2                                          |
| 1970          | Rosemary Casals Margaret Court                    | Helen Gourlay Patricia Walkden                    | 6−0, 6−1                                          |
| 1969          | Vicki Berner Faye Urban (2)                       | Jane O'Hara Vivienne Strong                       | 6−1, 6−1                                          |
| 1968          | Vicki Berner Faye Urban                           | Jane O'Hara Vivienne Strong                       | 6−2, 6−3                                          |

### Era amateur

#### Individual masculí
| Any  | Campió                  | Finalista           | Resultat                |
| ---- | ----------------------- | ------------------- | ----------------------- |
| 1967 | Manuel Santana          | Roy Emerson         | 6−1, 10−8, 6−4          |
| 1966 | Allen Fox               | Allan Stone         | 6−4, 6−4, 6−3           |
| 1965 | Ronald Holmberg         | Lester Sack         | 4−6, 4−6, 6−4, 6−2, 6−2 |
| 1964 | Roy Emerson             | Fred Stolle         | 2−6, 4−6, 6−4, 6−3, 6−4 |
| 1963 | Whitney Reed (2)        | Kyle Carpenter      | 6−2, 6−4, 6−4           |
| 1962 | Juan Manuel Couder      | Sean Frost          | 6−3, 6−4, 6−3           |
| 1961 | Whitney Reed            | Mike Sangster       | 3−6, 6−0, 6−4, 6−2      |
| 1960 | Ladislav Legenstein     | Warren Woodcock     | 6−2, 6−2, 7−5           |
| 1959 | Reynaldo Garrido        | Orlando Garrido     | 6−4, 1−6, 6−4, 6−1      |
| 1958 | Robert Bedard (3)       | Whitney Reed        | 6−0, 6−3, 6−3           |
| 1957 | Robert Bedard           | Ramanathan Krishnan | 6−1, 1−6, 6−2, 6−4      |
| 1956 | Noel Brown              | Donald Fontana      | 6−0, 2−6, 6−3, 6−3      |
| 1955 | Robert Bedard           | Henri Rochon        | 8−6, 6−2, 6−1           |
| 1954 | Bernard Bartzen         | Kosei Kamo          | 6−4, 6−0, 6−3           |
| 1953 | Mervyn Rose             | Rex Hartwig         | 6−3, 6−4, 6−2           |
| 1952 | Richard Savitt          | Kurt Nielsen        | 6−1, 6−0, 6−1           |
| 1951 | Tony Vincent            | Seymour Greenberg   | 7−9, 7−5, 7−5, 6−2      |
| 1950 | Brendan Macken          | Henri Rochon        | 6−0, 6−0, 6−3           |
| 1949 | Henri Rochon            | Lorne Main          | 6−3, 6−4, 4−6, 6−2      |
| 1948 | William Tully           | Henri Rochon        | 6−4, 7−5, 6−0           |
| 1947 | Jimmy Evert             | Emery Neale         | 2−6, 6−3, 5−7, 6−1, 6−2 |
| 1946 | P. Morley Lewis (2)     | Donald McDiarmid    | 2−6, 8−6, 6−4, 6−4      |
| 1945 | No celebrat             | No celebrat         | No celebrat             |
| 1944 | No celebrat             | No celebrat         | No celebrat             |
| 1943 | No celebrat             | No celebrat         | No celebrat             |
| 1942 | No celebrat             | No celebrat         | No celebrat             |
| 1941 | No celebrat             | No celebrat         | No celebrat             |
| 1940 | Donald McDiarmid        | Lewis Duff          | 6−1, 7−5, 6−2           |
| 1939 | P. Morley Lewis         | Robert Madden       | 6−2, 6−2, 6−3           |
| 1938 | Frank Parker (2)        | Wilmer Allison      | 6−2, 6−2, 9−7           |
| 1937 | Walter Senior           | Robert Murray       | 2−6, 6−2, 6−3, 3−6, 6−2 |
| 1936 | Jack Tidball            | John Murio          | 8−6, 6−2, 6−2           |
| 1935 | Eugene Smith            | B. Bennett          | 8−6, 6−2, 7−5           |
| 1934 | Marcel Rainville        | Harold Surface      | 6−4, 7−5, 6−0           |
| 1933 | John Murio              | Walter Martin       | 6−3, 4−6, 4−6, 6−2, 6−2 |
| 1932 | Frank Parker            | George M. Lott      | 2−6, 6−1, 7−5, 6−2      |
| 1931 | Jack Wright (3)         | Gilbert Nunns       | 6−3, 6−4, 6−2           |
| 1930 | George Lyttleton Rogers | Gilbert Nunns       | 6−4, 8−6, 6−8, 9−7      |
| 1929 | Jack Wright             | Frank Shields       | 6−4, 6−4, 1−6, 7−5      |
| 1928 | Wilmer Allison          | John Van Ryn        | 6−2, 6−4, 6−3           |
| 1927 | Jack Wright             | Leon de Turenne     | 7−5, 8−6, 6−3           |
| 1926 | Leon de Turenne         | Wallace Scott       | 6−4, 6−3, 6−0           |
| 1925 | Willard F. Crocker      | Wallace Scott       | 4−6, 9−7, 18−16, 6−2    |
| 1924 | George M. Lott          | C.K.F. Andrewes     | 6−3, 7−5, 6−1           |
| 1923 | LeRoy Rennie            | W.H. Richards       | 6−2, 6−3, 6−3           |
| 1922 | Frank Anderson          | Robert Baird        | 6−3, 6−4, 6−3           |
| 1921 | Wallace J. Bates        | Edmund Levy         | 4−6, 6−4, 6−2, 6−3      |
| 1920 | Paul D. Bennett         | LeRoy Rennie        | 6−3, 7−5, 6−4           |
| 1919 | Seiichiro Kashio        | Walter K. Westbrook | 3−6, 6−3, 6−1, 11−9     |
| 1918 | No celebrat             | No celebrat         | No celebrat             |
| 1917 | No celebrat             | No celebrat         | No celebrat             |
| 1916 | No celebrat             | No celebrat         | No celebrat             |
| 1915 | No celebrat             | No celebrat         | No celebrat             |
| 1914 | T.Y. Sherwell (2)       | Robert Baird        | 4−6, 6−3, 8−6, 6−3      |
| 1913 | Robert Baird            | Ralph Burns         | 6−2, 6−0, 4−6, 6−1      |
| 1912 |                         |                     |                         |
| 1911 |                         |                     |                         |
| 1910 |                         |                     |                         |
| 1909 |                         |                     |                         |
| 1908 | T.Y. Sherwell           | James F. Foulkes    | 6−4, 6−1, 6−2           |
| 1907 |                         |                     |                         |
| 1906 | Irving C. Wright (5)    | Edwin P. Fischer    | 6−1, 6−3, 6−1           |
| 1905 | Irving C. Wright        | B.M. Stewart        | 13−11, 8−6, 6−4         |
| 1904 | Beals C. Wright         | Louis H. Waldner    | 6−1, 6−2, 6−3           |
| 1903 | Beals C. Wright         | Edgar Leonard       | 8−6, 6−3, 6−4           |
| 1902 | Beals C. Wright         | Irving C. Wright    | 6−3, 6−3, 3−6, 6−1      |
| 1901 | William Larned (2)      | Beals C. Wright     | 6−4, 6−4, 6−2           |
| 1900 | Malcolm D. Whitman (2)  | William Larned      | 7−5, 3−6, 6−3, 1−6, 7−5 |
| 1899 | Malcolm D. Whitman      | Leo Ware            | 6−2, 6−3, 6−4           |
| 1898 | Leo Ware (2)            | Malcolm D. Whitman  | 6−8, 6−2, 6−4, 6−2      |
| 1897 | Leo Ware                | Edwin P. Fischer    | 8−6, 6−1, 6−3           |
| 1896 | Robert Wrenn            | Edwin P. Fischer    | 6−1, 6−3, 7−5           |
| 1895 | William Larned          | Arthur E. Foote     | 6−1, 6−4, 6−2           |
| 1894 | R.W.P. Matthews         | Harry E. Avery      | 3−6, 6−0, 2−6, 6−4, 6−2 |
| 1893 | Harry E. Avery          | R. Mackenzie        | 4−6, 4−6, 6−3, 6−1, 6−3 |
| 1892 | Fred Hovey              | B.R. Bixby          | 6−2, 6−0, 1−6, 6−1      |
| 1891 | F.S. Mansfield          | E.C. Tanner         | 6−1, 6−1, 6−1           |
| 1890 | E.C. Tanner             | O.E. Macklem        | 6−4, 6−3, 6−2           |
| 1889 | Charles S. Hyman (5)    | A.E. Plummer        | 6−4, 7−5, 6−4           |
| 1888 | Charles S. Hyman        | R.S. Wood           | 7−5, 8−6, 6−4           |
| 1887 | Charles S. Hyman        | I.H. Baldwin        | 6−0, 6−3, 6−3           |
| 1886 | Charles S. Hyman        | Isidore F. Hellmuth | 6−4, 6−4, 1−6, 4−6, 6−4 |
| 1885 | Joseph S. Clark         | Isidore F. Hellmuth | 6−3, 3−6, 6−1, 6−2      |
| 1884 | Charles S. Hyman        | A.C. Galt           | 8−6, 6−8, 4−6, 6−4, 6−2 |
| 1883 | M. Farnum               | Charles S. Hyman    | 6−3, 6−3, 0−6, 6−0      |
| 1882 | H.D. Gamble             | Isidore F. Hellmuth | 6−2, 6−3, 6−2           |
| 1881 | Isidore F. Hellmuth     | W.H. Young          | 6−2, 6−2                |

#### Individual femení
| Any  | Campiona                |
| ---- | ----------------------- |
| 1967 | Kathleen Harter         |
| 1966 | Rita Bentley            |
| 1965 | Julie Heldman           |
| 1964 | Benita Senn             |
| 1963 | Ann Barclay (2)         |
| 1962 | Ann Barclay             |
| 1961 | Ann Haydon Jones        |
| 1960 | Donna Ford              |
| 1959 | Mary Martin             |
| 1958 | Eleanor Dodge           |
| 1957 | Louise Brown            |
| 1956 | Jean Laird              |
| 1955 | Hanna Sladek            |
| 1954 | Karol Fageros           |
| 1953 | Melita Ramirez (2)      |
| 1952 | Melita Ramirez          |
| 1951 | Lucille Davidson        |
| 1950 | Doris Popple            |
| 1949 | Baba Lewis              |
| 1948 | Patricia Macken         |
| 1947 | Gracyn Wheeler Kelleher |
| 1946 | Baba Lewis              |
| 1945 | No celebrat             |
| 1944 | No celebrat             |
| 1943 | No celebrat             |
| 1942 | No celebrat             |
| 1941 | No celebrat             |
| 1940 | Eleanor Young           |
| 1939 | Elizabeth Blackman      |
| 1938 | Rene Bolte              |
| 1937 | Evelyn M. Dearman       |
| 1936 | Esther Bartosh          |
| 1935 | Margaret Osborne duPont |
| 1934 | Caroline Deacon         |
| 1933 | Gracyn Wheeler          |
| 1932 | Olive Wade (3)          |
| 1931 | Edith Cross             |
| 1930 | Olive Wade              |
| 1929 | Olive Wade              |
| 1928 | Midge Gladman           |
| 1927 | Caroline Swartz         |
| 1926 | Marjory Leeming (2)     |
| 1925 | Marjory Leeming         |
| 1924 | Lois Moyes Bickle (10)  |
| 1923 | Florence Best           |
| 1922 | Lois Moyes Bickle       |
| 1921 | Lois Moyes Bickle       |
| 1920 | Lois Moyes Bickle       |
| 1919 | Marion Zinderstein      |
| 1918 | No celebrat             |
| 1917 | No celebrat             |
| 1916 | No celebrat             |
| 1915 | No celebrat             |
| 1914 | Lois Moyes Bickle       |
| 1913 | Lois Moyes Bickle       |
| 1912 | Mary Browne             |
| 1911 | Florence Sutton         |
| 1910 | Lois Moyes Bickle       |
| 1909 | May Sutton              |
| 1908 | Lois Moyes Bickle       |
| 1907 | Lois Moyes Bickle       |
| 1906 | Lois Moyes Bickle       |
| 1905 | No celebrat             |
| 1904 | Violet Summerhayes (6)  |
| 1903 | Violet Summerhayes      |
| 1902 | Violet Summerhayes      |
| 1901 | Violet Summerhayes      |
| 1900 | Violet Summerhayes      |
| 1899 | Violet Summerhayes      |
| 1898 | Juliette Atkinson (3)   |
| 1897 | Juliette Atkinson       |
| 1896 | Juliette Atkinson       |
| 1895 | Eustace Smith (3)       |
| 1894 | Maude Osborne           |
| 1893 | Maude Osborne           |
| 1892 | Maude Osborne           |